# Yoshio Katō
Yoshio Katō (加藤 好男?, Katō Yoshio; Prefettura di Saitama, 1º agosto 1957) è un ex calciatore giapponese, di ruolo portiere.

## Statistiche

### Presenze e reti nei club
| Stagione | Squadra           | Campionato | Campionato | Campionato |
| Stagione | Squadra           | Comp       | Pres       | Reti       |
| -------- | ----------------- | ---------- | ---------- | ---------- |
| 1980     | Furukawa Electric | JSL1       | 1          | -?         |
| 1981     | Furukawa Electric | JSL1       | 1          | -?         |
| 1982     | Furukawa Electric | JSL1       | 0          | 0          |
| 1983     | Furukawa Electric | JSL1       | 0          | 0          |
| 1984     | Furukawa Electric | JSL1       | 3          | -?         |
| 1985-86  | Furukawa Electric | JSL1       | 0          | 0          |
| 1986-87  | Furukawa Electric | JSL1       | 17         | -?         |
| 1987-88  | Furukawa Electric | JSL1       | 19         | -?         |
| 1988-89  | Furukawa Electric | JSL1       | 19         | -?         |
| 1989-90  | Furukawa Electric | JSL1       | 2          | -?         |
| 1990-91  | Furukawa Electric | JSL1       | 1          | -?         |
| 1991-92  | Furukawa Electric | JSL1       | 6          | -?         |
| 1993     | JEF United        | J1         | 18         | -?         |
|          | Totale            |            | 87         | -?         |

### Cronologia presenze e reti in Nazionale
| Cronologia completa delle presenze e delle reti in nazionale ― Giappone | Cronologia completa delle presenze e delle reti in nazionale ― Giappone | Cronologia completa delle presenze e delle reti in nazionale ― Giappone | Cronologia completa delle presenze e delle reti in nazionale ― Giappone | Cronologia completa delle presenze e delle reti in nazionale ― Giappone | Cronologia completa delle presenze e delle reti in nazionale ― Giappone | Cronologia completa delle presenze e delle reti in nazionale ― Giappone | Cronologia completa delle presenze e delle reti in nazionale ― Giappone |
| Data                                                                    | Città                                                                   | In casa                                                                 | Risultato                                                               | Ospiti                                                                  | Competizione                                                            | Reti                                                                    | Note                                                                    |
| ----------------------------------------------------------------------- | ----------------------------------------------------------------------- | ----------------------------------------------------------------------- | ----------------------------------------------------------------------- | ----------------------------------------------------------------------- | ----------------------------------------------------------------------- | ----------------------------------------------------------------------- | ----------------------------------------------------------------------- |
| 9-6-1980                                                                | Canton                                                                  | Hong Kong                                                               | 1 – 3                                                                   | Giappone                                                                | Guangzhou Tournament                                                    | -1                                                                      |                                                                         |
| 11-6-1980                                                               | Canton                                                                  | Cina                                                                    | 1 – 0                                                                   | Giappone                                                                | Guangzhou Tournament                                                    | -1                                                                      |                                                                         |
| 18-6-1980                                                               | Canton                                                                  | Giappone                                                                | 2 – 0                                                                   | Hong Kong                                                               | Guangzhou Tournament                                                    | -                                                                       |                                                                         |
| 8-2-1981                                                                | Kuantan                                                                 | Malaysia                                                                | 1 – 0                                                                   | Giappone                                                                | Amichevole                                                              | -1                                                                      |                                                                         |
| 10-2-1981                                                               | Kuala Lumpur                                                            | Malaysia                                                                | 1 – 1                                                                   | Giappone                                                                | Amichevole                                                              | -1                                                                      |                                                                         |
| 17-2-1981                                                               | Singapore                                                               | Singapore                                                               | 0 – 1                                                                   | Giappone                                                                | Amichevole                                                              | -                                                                       |                                                                         |
| 19-2-1981                                                               | Singapore                                                               | Singapore                                                               | 0 – 0                                                                   | Giappone                                                                | Amichevole                                                              | -                                                                       | 46’                                                                     |
| 24-2-1981                                                               | Giacarta                                                                | Indonesia                                                               | 2 – 0                                                                   | Giappone                                                                | Amichevole                                                              | -2                                                                      |                                                                         |
| Totale                                                                  |                                                                         | Presenze                                                                | 8                                                                       |                                                                         | Reti                                                                    | -6                                                                      |                                                                         |